# The Beatles (álbum)
The Beatles, comumente conhecido como "White Album" (em português, "Álbum Branco"), é o nono álbum de estúdio da banda britânica de rock The Beatles, lançado como um álbum duplo pela recém-criada Apple Records em 22 de novembro de 1968. Apresentando uma capa branca lisa, a capa não contém gráficos ou texto além do nome da banda em relevo. Isso foi pretendido como um contraste direto com a arte da capa vívida do LP anterior da banda, Sgt. Pepper's Lonely Hearts Club Band (1967). The Beatles é reconhecido por seu estilo fragmentário e ampla gama de gêneros, incluindo folk, country rock, blues britânico, ska, music hall, protometal e vanguarda. Desde então, tem sido visto por alguns críticos como uma obra pós-moderna, bem como um dos maiores álbuns de todos os tempos. O álbum foi o primeiro lançamento em LP da banda em sua então recém-fundada Apple Records, depois que álbuns anteriores foram lançados pela Parlophone no Reino Unido e pela Capitol Records nos Estados Unidos.
No final de maio de 1968, os Beatles retornaram aos estúdios da EMI em Londres para começar as sessões de gravação que duraram até meados de outubro. Durante essas sessões, discussões eclodiram entre o quarteto sobre diferenças criativas e a nova parceira de John Lennon, Yoko Ono, cuja presença constante subverteu a política dos Beatles de excluir esposas e namoradas do estúdio. Após uma série de problemas, incluindo o produtor George Martin tirando férias sem aviso prévio e o engenheiro Geoff Emerick desistindo repentinamente durante uma sessão, Ringo Starr deixou a banda por duas semanas em agosto. As mesmas tensões continuaram ao longo do ano seguinte e levaram à separação da banda.
O álbum apresenta 30 músicas, 19 das quais foram escritas durante março e abril de 1968 em um curso de Meditação Transcendental em Rishikesh, Índia. Lá, o único instrumento ocidental disponível para a banda era o violão acústico; várias dessas músicas permaneceram acústicas no The Beatles e foram gravadas solo, ou apenas por parte do grupo. A estética da produção garantiu que o som do álbum fosse reduzido e menos dependente da inovação do estúdio do que a maioria de seus lançamentos desde Revolver (1966). The Beatles também romperam com a tradição da banda na época de incorporar vários estilos musicais em uma música, mantendo cada peça musical consistentemente fiel a um gênero selecionado.
Os Beatles receberam críticas favoráveis da maioria dos críticos musicais; os detratores acharam suas canções satíricas sem importância e apolíticas em meio ao turbulento clima político e social de 1968. Ele liderou as paradas de discos na Grã-Bretanha e nos Estados Unidos. Nenhum single foi lançado em nenhum dos territórios, mas "Hey Jude" e "Revolution" originaram-se das mesmas sessões de gravação e foram lançadas como single em agosto de 1968. O álbum foi certificado 24x platina pela Recording Industry Association of America (RIAA). Uma edição remixada e expandida do álbum foi lançada em 2018 para comemorar seu 50º aniversário.

## Contexto
Em 1968, os Beatles alcançaram sucesso comercial e crítico. O lançamento do grupo em meados de 1967, Sgt. Pepper's Lonely Hearts Club Band, foi número um no Reino Unido por 27 semanas, até o início de fevereiro de 1968, tendo vendido 250.000 cópias na primeira semana após o lançamento. A revista Time declarou que Sgt. Pepper constituiu uma "partida histórica no progresso da música - qualquer música", enquanto o escritor americano Timothy Leary escreveu que a banda era "os avatares mais sábios, sagrados e eficazes (Divine Incarnate, God Agents) que a raça humana já produziu". A banda recebeu uma resposta crítica negativa ao seu filme para televisão Magical Mystery Tour, que foi ao ar na Grã-Bretanha em dezembro de 1967, mas a reação dos fãs foi positiva.

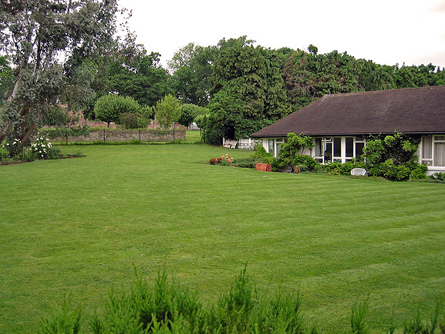
As músicas que aparecem no The Beatles foram demostradas na casa de George Harrison, Kinfauns, em maio de 1968.

A maioria das canções do The Beatles foi escrita durante um curso de Meditação Transcendental com Maharishi Mahesh Yogi em Rishikesh, Índia, entre fevereiro e abril de 1968. O retiro envolveu longos períodos de meditação, concebidos pela banda como um refúgio espiritual de todos os esforços mundanos - uma chance, nas palavras de John Lennon, de "fugir de tudo". Lennon e Paul McCartney rapidamente se envolveram novamente na composição de canções, muitas vezes se encontrando "clandestinamente à tarde nos quartos um do outro" para revisar seus novos trabalhos. "Independentemente do que eu deveria estar fazendo", Lennon lembrou mais tarde, "eu escrevi algumas das minhas melhores canções lá". O autor Ian MacDonald disse que Sgt Pepper foi "moldado pelo LSD", mas os Beatles não levaram nenhuma droga com eles para a Índia além da maconha, e suas mentes claras ajudaram o grupo com suas composições. A estadia em Rishikesh provou ser especialmente frutífera para George Harrison como compositor, coincidindo com seu reencontro com a guitarra após dois anos estudando sitar. O musicólogo Walter Everett compara o desenvolvimento de Harrison como compositor em 1968 ao de Lennon e McCartney cinco anos antes, embora ele observe que Harrison se tornou "privadamente prolífico", dado seu status subordinado usual dentro do grupo.
Os Beatles deixaram Rishikesh antes do fim do curso. Ringo Starr foi o primeiro a sair, menos de duas semanas depois, pois disse que não tolerava a comida; McCartney partiu em meados de março, enquanto Harrison e Lennon estavam mais interessados na religião indiana e permaneceram até abril. Lennon deixou Rishikesh porque se sentiu pessoalmente traído após ouvir rumores de que o Maharishi havia se comportado de forma inadequada com as mulheres que acompanharam os Beatles à Índia. McCartney e Harrison descobriram mais tarde que as acusações eram falsas e a esposa de Lennon, Cynthia, relatou que não havia "um pingo de evidência ou justificativa".
Coletivamente, o grupo escreveu cerca de 40 novas composições em Rishikesh, 26 das quais seriam gravadas em bruto em Kinfauns, a casa de Harrison em Esher, em maio de 1968. Lennon escreveu a maior parte do novo material, contribuindo com 14 canções. Lennon e McCartney trouxeram demos gravadas em casa para a sessão e trabalharam juntos nelas. Algumas demos caseiras e sessões de grupo em Kinfauns foram posteriormente lançadas na compilação Anthology 3 de 1996. O conjunto completo de demos de Esher foi lançado na edição deluxe remixada do 50º aniversário em 2018.

## Estilo e produção

### Sessões
The Beatles foram gravados entre 30 de maio e 14 de outubro de 1968, em grande parte no Abbey Road Studios em Londres, com algumas sessões no Trident Studios. Seu tempo em Rishikesh foi logo esquecido na atmosfera tensa do estúdio, com sessões ocorrendo em horários irregulares. A autoconfiança do grupo levou à formação de uma nova corporação de negócios multimídia, a Apple Corps, uma empresa que drenou o grupo financeiramente com uma série de projetos malsucedidos.
O grupo reservou um tempo em Abbey Road até julho. O tempo de estúdio aberto levou a uma nova maneira de trabalhar nas músicas. Em vez de ensaiar uma faixa de apoio, como nas sessões anteriores, o grupo gravou todos os ensaios e improvisações, depois adicionou overdubs ao melhor take. A estética da produção garantiu que o som do álbum fosse reduzido e menos dependente da inovação do estúdio do que Revolver e Sgt. Pepper. A música de Harrison "Not Guilty" foi deixada de fora do álbum, embora 102 takes tenham sido gravados.
Apenas 16 das 30 faixas do álbum apresentam todos os quatro membros da banda tocando. Várias faixas de apoio não apresentam o grupo completo, e os overdubs tendem a ser executados pelo compositor da música. McCartney e Lennon às vezes gravavam simultaneamente em estúdios diferentes com engenheiros diferentes. A influência de George Martin diminuiu gradualmente, e ele saiu abruptamente para tirar férias durante as sessões de gravação, deixando seu jovem protegido Chris Thomas no comando da produção.
Durante as sessões, a banda passou de uma gravação de 4 pistas para uma de 8 pistas. Quando o trabalho começou, a Abbey Road Studios possuía, mas ainda não havia instalado, uma máquina de 8 pistas que supostamente estava parada há vários meses. Isso estava de acordo com a política da EMI de testar e personalizar novos equipamentos extensivamente antes de colocá-los em uso. Os Beatles gravaram "Hey Jude" e "Dear Prudence" no Trident porque tinha um console de 8 pistas. Quando souberam que a EMI também tinha um, eles insistiram em usá-lo, e os engenheiros Ken Scott e Dave Harries instalaram a máquina (sem autorização da gerência do estúdio) no Estúdio 2 da Abbey Road.
A banda realizou sua primeira e única sessão de 24 horas na Abbey Road durante a mixagem final e sequenciamento do álbum. Esta sessão contou com a presença de Lennon, McCartney e Martin; Harrison havia partido em uma viagem aos EUA no dia anterior. Ao contrário da maioria dos LPs, não havia um intervalo habitual de três segundos entre as faixas, e o master foi editado para que as músicas seguissem juntas, por meio de uma edição direta, um crossfade ou uma peça musical incidental.

### Gêneros e duração
The Beatles contêm uma ampla gama de estilos musicais, que os autores Barry Miles e Gillian Gaar consideram os mais diversos de todos os álbuns do grupo. Esses estilos incluem rock and roll, blues, folk, country, reggae, vanguarda, hard rock, music halll e música psicadélica. O único instrumento ocidental disponível para o grupo durante sua visita à Índia foi o violão acústico e, portanto, muitas das canções foram escritas e tocadas pela primeira vez naquele instrumento. Algumas dessas canções permaneceram acústicas nos Beatles e foram gravadas solo ou por apenas parte do grupo (incluindo "Wild Honey Pie", "Blackbird", "Julia", "I Will" e "Mother Nature's Son").
O autor Nicholas Schaffner vê a inclinação acústica como reflexo de um afastamento generalizado da psicodelia inspirada no LSD de 1967, uma abordagem iniciada por Bob Dylan e os Beach Boys e adotada em 1968 por artistas como os Rolling Stones e os Byrds. Edwin Faust, da Stylus Magazine, descreveu The Beatles como "antes de tudo um álbum sobre pureza musical (como a capa e o título do álbum sugerem). Enquanto nos álbuns anteriores dos Beatles, a banda estava adquirindo o hábito de misturar vários gêneros musicais em uma única música, no The White Album cada música é fiel ao seu gênero selecionado. As faixas de rock n' roll são puramente rock n' roll; as canções folk são puramente folk; os números pop surreais são puramente pop surreais; e a peça experimental é puramente experimental."
Martin disse que era contra a ideia de um álbum duplo na época e sugeriu que o grupo reduzisse o número de músicas para formar um único álbum com seu trabalho mais forte; a banda recusou. Refletindo sobre o álbum anos depois, Harrison disse que algumas faixas poderiam ter sido lançadas como lados B ou retidas, mas "havia muito ego naquela banda". Ele também apoiou a ideia do álbum duplo, para limpar o acúmulo de músicas do grupo. Starr sentiu que o álbum deveria ter sido dois discos separados, que ele chamou de brincadeira de "The White Album" e "The Whiter Album". McCartney disse que o disco estava bom como estava: "Foi ótimo. Vendeu. É o maldito White Album dos Beatles. Cale a boca!"

### Questões pessoais
Durante as sessões de gravação de The Beatles, cada membro da banda começou a se afirmar cada vez mais como artistas individuais que frequentemente se encontravam em desacordo. McCartney descreveu as sessões como um ponto de virada para o grupo porque "houve muito atrito durante aquele álbum. Estávamos prestes a nos separar, e isso foi tenso por si só"; Lennon disse: "a separação dos Beatles pode ser ouvida naquele álbum". O engenheiro de gravação Geoff Emerick trabalhou com o grupo desde Revolver, mas ficou desiludido com as sessões. Ele ouviu Martin criticando a performance vocal de McCartney durante a gravação de "Ob-La-Di, Ob-La-Da", ao que McCartney respondeu: "Bem, você desce e canta". Em 16 de julho, Emerick anunciou que, por causa das frequentes brigas e tensões, ele não estava mais disposto a trabalhar com os Beatles e deixou o estúdio no meio de uma sessão.
As sessões dos Beatles marcaram a primeira aparição no estúdio da nova parceira doméstica e artística de Lennon, Yoko Ono, que o acompanhou até Abbey Road para trabalhar em "Revolution 1" e que depois disso foi uma presença mais ou menos constante nas sessões de gravação dos Beatles. A presença de Ono era altamente heterodoxa, pois, até aquele ponto, os Beatles geralmente trabalhavam isolados, raramente permitindo que visitantes, esposas e namoradas comparecessem às sessões de gravação. A devoção de Lennon a Ono em detrimento dos outros Beatles dificultou as condições de trabalho ao impedir a comunicação entre Lennon e McCartney, bem como o aspecto intuitivo que antes era essencial para a música da banda. A namorada de McCartney na época, Francie Schwartz, também estava presente em algumas sessões, assim como as outras duas esposas dos Beatles, Pattie Boyd e Maureen Cox.
Peter Doggett escreve que "a linha de comunicação mais essencial" foi quebrada entre Lennon e McCartney pela presença de Ono no primeiro dia de gravação. O biógrafo dos Beatles, Philip Norman, comenta que os dois compartilhavam um desrespeito pelas novas composições um do outro; Lennon achou as canções de McCartney "enjoativamente doces e insossas", enquanto McCartney via as de Lennon como "duras, pouco melodiosas e deliberadamente provocativas". Harrison e Starr escolheram se distanciar no meio do projeto, voando para a Califórnia em 7 de junho para que Harrison pudesse filmar suas cenas para o documentário Raga de Ravi Shankar. Os projetos individuais de Lennon, McCartney e Harrison fora da banda em 1968 foram mais uma evidência da fragmentação do grupo. No caso de Lennon, a capa do álbum de sua colaboração experimental com Ono Two Virgins mostrava o casal completamente nu, um gesto que seus companheiros de banda acharam desconcertante e desnecessário.
Em 20 de agosto, Lennon e Starr estavam trabalhando em overdubs para "Yer Blues" no Studio 3, e visitaram McCartney no Studio 2, onde ele estava trabalhando em "Mother Nature's Son". O espírito positivo da sessão desapareceu imediatamente, e o engenheiro Ken Scott afirmou mais tarde que "você poderia cortar a atmosfera com uma faca". Starr deixou o estúdio abruptamente em 22 de agosto durante a sessão de "Back in the U.S.S.R.", sentindo que seu papel no grupo era periférico em comparação com os outros membros, e chateado com as constantes críticas de McCartney sobre sua bateria na faixa. A equipe da Abbey Road comentou mais tarde que Starr geralmente era o primeiro a chegar ao estúdio, esperando na área de recepção pela chegada dos outros. Em sua ausência, McCartney tocou bateria em "Dear Prudence". Para "Back in the U.S.S.R.", os três Beatles restantes fizeram contribuições no baixo e na bateria, e a parte da bateria é uma composição da execução de Lennon, McCartney e Harrison. Lennon, McCartney e Harrison imploraram a Starr para reconsiderar. Ele retornou em 5 de setembro e encontrou sua bateria decorada com flores, um gesto de boas-vindas de Harrison.

### Versão mono
The Beatles foi o último álbum dos Beatles a ser mixado separadamente para estéreo e mono. Todas as faixas, exceto duas, existem em mixagens mono oficiais; as exceções são "Revolution 1" e "Revolution 9", ambas reduções diretas do master estéreo. Os Beatles não estavam particularmente interessados em estéreo até este álbum, mas depois de receber e-mails de fãs afirmando que compraram mixagens estéreo e mono de álbuns anteriores, eles decidiram fazer as duas diferentes. Várias mixagens têm durações de faixa diferentes; a mixagem/edição mono de "Helter Skelter" elimina o fade-in no final da música (e o grito final de Starr), e o fade-out de "Yer Blues" é 11 segundos mais longo na mixagem mono. Várias músicas têm overdubs ou efeitos ausentes ou diferentes que diferem das mixagens estéreo.
Nos Estados Unidos, os discos mono já estavam sendo eliminados; o lançamento americano de The Beatles foi o primeiro LP dos Beatles a ser lançado apenas em estéreo. No Reino Unido, o álbum seguinte dos Beatles, Yellow Submarine, foi o último a ser lançado em mono. A versão mono de The Beatles foi disponibilizada mundialmente em 9 de setembro de 2009, como parte do box set The Beatles in Mono CD. O LP mono original foi relançado mundialmente em setembro de 2014.

## Músicas

### Lado um
McCartney escreveu "Back in the U.S.S.R." como uma paródia da canção de Chuck Berry "Back in the U.S.A." e dos Beach Boys. Uma gravação de campo de um avião a jato decolando e pousando foi usada no início da faixa e intermitentemente ao longo dela. Os vocais de apoio foram cantados por Lennon e Harrison no estilo dos Beach Boys, após a sugestão de Mike Love em Rishikesh de que McCartney incluísse a menção às "garotas" da URSS. A faixa foi amplamente pirateada na União Soviética, onde a música dos Beatles foi proibida, e se tornou um sucesso underground.
"Dear Prudence" foi uma das canções gravadas no Trident. O estilo é típico das canções acústicas escritas em Rishikesh, usando arpejos de guitarra. Lennon escreveu a faixa sobre a irmã de Mia Farrow, Prudence Farrow, que raramente saía do quarto durante a estadia em compromisso com a meditação.
"Glass Onion" foi a primeira faixa de apoio gravada como uma banda completa após a breve saída de Starr. MacDonald afirmou que Lennon escreveu deliberadamente a letra para zombar dos fãs que alegavam encontrar "mensagens ocultas" nas músicas e fez referência a outras músicas do catálogo dos Beatles- "The Walrus was Paul" remete a "I Am the Walrus" (que por sua vez se refere a "Lucy in the Sky with Diamonds"). McCartney, por sua vez, fez overdub de uma parte do gravador após a linha "I told you about the Fool on the Hill", como uma referência deliberada à música anterior. Uma seção de cordas foi adicionada à faixa em outubro.

Lennon foi direto para o piano e bateu nas teclas com uma quantidade enorme de volume, o dobro da velocidade de como eles tinham feito antes, e disse: "É isso! Vamos lá!"

O engenheiro de gravação Richard Lush no take final de "Ob-La-Di, Ob-La-Da"
"Ob-La-Di, Ob-La-Da" foi escrita por McCartney como um pastiche de música ska. A faixa levou um tempo surpreendente para ser concluída, com McCartney exigindo perfeccionismo que irritava seus colegas. Jimmy Scott, um amigo de McCartney, sugeriu o título e tocou bongôs no take inicial. Ele exigiu uma parte da publicação quando a música foi lançada, mas a música foi creditada a "Lennon–McCartney". Depois de trabalhar por três dias na faixa de apoio, o trabalho foi descartado e substituído por uma nova gravação. Lennon odiou a música, chamando-a de "música de vovó", enquanto o engenheiro Richard Lush lembrou que Starr não gostava de ter que gravar a mesma faixa de apoio repetidamente, e aponta esta sessão como uma indicação importante de que os Beatles iriam se separar. McCartney tentou refazer a faixa de apoio pela terceira vez, mas isso foi abandonado após alguns takes e a segunda versão foi usada como mixagem final. O grupo, exceto McCartney, perdeu o interesse na faixa no final da gravação e se recusou a lançá-la como single. Marmalade gravou uma versão que se tornou um hit número um.
McCartney gravou "Wild Honey Pie" em 20 de agosto no final da sessão de "Mother Nature's Son". É típico dos breves trechos de canções que ele gravou entre os takes durante as sessões do álbum.
"The Continuing Story of Bungalow Bill" foi escrita por Lennon depois que um visitante americano em Rishikesh partiu por algumas semanas para caçar tigres. Foi gravado como um exercício de áudio vérité, apresentando performances vocais de quase todos que estavam no estúdio na época. Ono canta uma linha e co-canta outra, enquanto Chris Thomas tocou o Mellotron, incluindo improvisações no final da faixa. O floreio de guitarra flamenca de abertura foi uma gravação incluída na biblioteca de fitas padrão do Mellotron.
"While My Guitar Gently Weeps" foi escrita por Harrison durante uma visita que ele fez à casa de seus pais em Cheshire. Ele gravou a música pela primeira vez como uma performance solo, no violão, em 25 de julho - uma versão que permaneceu inédita até Anthology 3. Ele não gostou da primeira tentativa do grupo de gravar a faixa e então convidou seu amigo Eric Clapton para vir e tocar nela. Clapton não tinha certeza sobre participar de um disco dos Beatles, mas Harrison disse que a decisão "não tinha nada a ver com eles. É minha música". O solo de Clapton foi tratado com automatic double tracking para atingir o efeito desejado; ele deu a Harrison a guitarra que ele usou, que Harrison mais tarde chamou de "Lucy".
"Happiness Is a Warm Gun" evoluiu de vários fragmentos de música que Lennon compilou em uma peça, tendo visto dois dos segmentos em sua demo de maio de 1968. De acordo com MacDonald, essa abordagem foi possivelmente inspirada pela composição da Incredible String Band. A faixa de apoio básica tinha 95 tomadas, devido aos compassos irregulares e variações de estilo ao longo da música. A versão final consistia nas melhores metades de duas tomadas editadas juntas. Lennon mais tarde descreveu a música como uma de suas favoritas, enquanto o resto da banda achou a gravação revigorante, pois os forçou a aprimorar suas habilidades como um grupo tocando juntos para acertar. O assessor de imprensa da Apple, Derek Taylor, fez uma contribuição não creditada à letra da música.

### Lado dois
McCartney obteve o título de "Martha My Dear" de seu Old English Sheepdog, mas as letras não têm relação alguma. A faixa inteira é tocada por ele com músicos de estúdio e não apresenta nenhum outro Beatles. Martin compôs um arranjo de banda de metais para a faixa.
"I'm So Tired" foi escrita na Índia quando Lennon estava com dificuldade para dormir. Foi gravada na mesma sessão de "The Continuing Story of Bungalow Bill". A letra faz referência a Walter Raleigh, chamando-o de "idiota" por introduzir o tabaco na Europa; enquanto a faixa termina com Lennon murmurando "Monsieur, monsieur, que tal outra?". Isso se tornou parte da teoria da conspiração Paul is Dead, quando os fãs alegaram que quando a faixa era invertida, eles podiam ouvir "Paul is dead man, miss him, miss him, miss him".
"Blackbird" apresenta McCartney solo, acompanhando-se no violão. De acordo com Lewisohn, o tique-taque no fundo é um metrônomo, mas Emerick se lembra de capturar o som por meio de um microfone colocado ao lado dos sapatos de McCartney. O canto dos pássaros na faixa foi retirado da coleção de efeitos sonoros da Abbey Road e foi gravado em um dos primeiros gravadores portáteis da EMI.
Harrison escreveu "Piggies" como um ataque à ganância e ao materialismo na sociedade moderna. Sua mãe e Lennon o ajudaram a completar a letra. Thomas tocou cravo na faixa, enquanto Lennon forneceu um loop de fita de porcos grunhindo.
"Rocky Raccoon" evoluiu de uma jam session com McCartney, Lennon e Donovan em Rishikesh. A música foi gravada em uma única sessão e foi uma das faixas que Martin sentiu que era "filler" e colocada apenas porque o álbum era duplo.
"Don't Pass Me By" foi a primeira composição solo de Starr para a banda; ele estava brincando com a ideia de escrever uma música autorreflexiva por algum tempo, possivelmente já em 1963. Ela tinha os títulos provisórios de "Ringo's Tune" e "This Is Some Friendly". A faixa básica consistia em Starr tocando bateria enquanto McCartney tocava piano. Martin compôs uma introdução orquestral para a música, mas ela foi rejeitada por ser "muito bizarra" e deixada de fora do álbum. Em vez disso, Jack Fallon tocou uma parte de violino bluegrass.
McCartney escreveu "Why Don't We Do It in the Road?" na Índia depois de ver dois macacos copulando na rua e se perguntar por que os humanos eram civilizados demais para fazer o mesmo. Ele tocou todos os instrumentos, exceto a bateria, que foi contribuída por Starr. A letra simples era muito no estilo de Lennon, e Lennon ficou irritado por não ter sido convidado a tocar nela. McCartney sugeriu que era "olho por olho", pois ele não havia contribuído para "Revolution 9".
McCartney escreveu e cantou "I Will", com Lennon e Starr acompanhando na percussão. Entre vários takes, os três Beatles pararam para cantar algumas outras músicas. Um trecho de uma faixa conhecida como "Can You Take Me Back?" foi colocado entre "Cry Baby Cry" e "Revolution 9", enquanto gravações do hit de Cilla Black "Step Inside Love" e uma piada, "Los Paranoias", foram lançadas na Anthology 3.
"Julia" foi a última faixa a ser gravada para o álbum e apresenta Lennon no violão solo, que ele tocou em um estilo semelhante ao de McCartney em "Blackbird". Esta é a única música dos Beatles em que Lennon se apresenta sozinho. É uma homenagem à sua mãe, Julia Lennon, que morreu em 1958 em um acidente de trânsito quando Lennon tinha 17 anos, e a letra trata da perda de sua mãe e seu relacionamento com Ono, a "criança do oceano" na letra. Ono ajudou com a letra, mas a música ainda foi creditada a Lennon-McCartney como esperado.

### Lado três
De acordo com McCartney, a autoria de "Birthday" foi "50–50 John e eu, feitos na hora e gravados todos na mesma noite". Ele e Lennon se inspiraram para escrever a música depois de ver a primeira exibição no Reino Unido do filme de rock 'n' roll The Girl Can't Help It na televisão, e cantaram os vocais principais no estilo da estrela musical do filme, Little Richard. Depois que os Beatles gravaram a faixa, Ono e Pattie Boyd adicionaram vocais de apoio.
Lennon escreveu "Yer Blues" na Índia. Apesar da meditação e da atmosfera tranquila, ele ainda se sentia infeliz, como refletido na letra. O estilo foi influenciado pelo British Blues Boom de 1968, que incluiu Fleetwood Mac, Cream, Jimi Hendrix Experience, Jeff Beck e Chicken Shack. A faixa de apoio foi gravada em uma pequena sala ao lado da sala de controle do Studio 2. Incomum para uma gravação dos Beatles, a fita de origem de quatro faixas foi editada diretamente, resultando em um corte abrupto em 3'17" no início de outra tomada (que correu para o fadeout).
McCartney escreveu "Mother Nature's Son" na Índia e trabalhou nela isolado dos outros membros da banda. Ele executou a faixa solo ao lado de um arranjo de metais com pontuação de Martin.
"Everybody's Got Something to Hide Except Me and My Monkey" evoluiu de uma jam session e originalmente não tinha título. A mixagem final foi acelerada pela mixagem da fita rodando a 43 hertz em vez dos 50 usuais. Harrison afirmou que o título veio de um dos ditados do Maharishi (com "and my monkey" adicionado mais tarde).
"Sexy Sadie" foi escrita como "Maharishi" por Lennon logo após ele decidir deixar Rishikesh. Em uma entrevista de 1980, Lennon reconheceu que Maharishi foi a inspiração para a música: "Eu apenas o chamei de 'Sexy Sadie'."
"Helter Skelter" foi escrita por McCartney e foi inicialmente gravada em julho como um número de blues. A banda tocou os takes iniciais ao vivo e incluiu longas passagens durante as quais eles improvisaram em seus instrumentos. Como esses takes eram muito longos para caber em um LP, a música foi arquivada até setembro, quando uma nova versão mais curta foi feita. Segundo todos os relatos, a sessão foi caótica, mas ninguém ousou sugerir a nenhum dos Beatles que eles estavam fora de controle. Harrison teria corrido pelo estúdio segurando um cinzeiro em chamas acima de sua cabeça, "fazendo um Arthur Brown". A versão estéreo do LP inclui quase um minuto a mais de música do que o mono, que culmina com Starr gritando "Estou com bolhas nos dedos!" O líder de culto e assassino em massa Charles Manson não sabia que o termo helter skelter é o inglês britânico para um escorregador em espiral encontrado em um playground ou parque de diversões, e presumiu que a faixa tinha algo a ver com o inferno. Esta foi uma das faixas que levou Manson a acreditar que o álbum continha mensagens codificadas referentes à guerra apocalíptica, e levou ao seu movimento de mesmo nome.
A música final do lado três é "Long, Long, Long" de Harrison, parte de uma progressão de acordes que ele tirou de "Sad Eyed Lady of the Lowlands" de Bob Dylan. MacDonald descreve a música como o "tocante símbolo de reconciliação exausta e aliviada com Deus" de Harrison e a considerou seu "melhor momento The Beatles". A sessão de gravação da faixa básica foi uma das mais longas que os Beatles já realizaram, indo da tarde de 7 de outubro até a noite até as 7 da manhã do dia seguinte. McCartney tocou órgão Hammond na faixa, e um efeito de "chocalho assustador" no final foi criado por uma nota que fez uma garrafa de vinho em cima do altifalante Leslie do órgão ressoar.

### Lado quatro
"Revolution 1" foi a primeira faixa gravada para o álbum, com sessões para a faixa de apoio começando em 30 de maio. As tomadas iniciais foram gravadas como um possível single, mas conforme a sessão progrediu, o arranjo se tornou mais lento, com um groove mais descontraído. O grupo encerrou a tomada escolhida com uma improvisação de seis minutos que teve mais overdubs adicionados, antes de ser cortada para a duração ouvida no álbum. O arranjo de metais foi adicionado mais tarde.
McCartney escreveu "Honey Pie" como um pastiche do estilo de dança flapper dos anos 1920. A seção de abertura tinha o som de um antigo disco de 78 RPM com overdub enquanto Martin arranjou uma parte de saxofone e clarinete no mesmo estilo. Lennon tocou o solo de guitarra na faixa, mas depois disse que odiava a música, chamando-a de "além da redenção".
"Savoy Truffle" recebeu o nome de um dos tipos de chocolate encontrados em uma caixa de Good News da Mackintosh, que Clapton gostava de comer. A faixa apresentava um sexteto de saxofone arranjado por Thomas, que também tocava teclado. Harrison disse mais tarde que Derek Taylor o ajudou a terminar a letra.
Lennon começou a escrever "Cry Baby Cry" no final de 1967 e a letra foi parcialmente derivada do slogan de um antigo comercial de televisão. Martin tocou harmônio na faixa.
"Revolution 9" evoluiu dos overdubs da coda "Revolution 1". Lennon, Harrison e Ono adicionaram mais colagens de fitas e trechos de palavras faladas, no estilo de Karlheinz Stockhausen. A faixa abre com um trecho de um tema de piano de uma fita de exame da Royal Schools of Music e chega ao clímax com Ono dizendo "se você ficar nu". Ono estava fortemente envolvido na produção e aconselhou Lennon sobre quais loops de fita usar. McCartney estava fora do país na época e não contribuiu para a faixa, e teria ficado infeliz por ela ter sido incluída. Ele liderou experimentos de fita semelhantes, como "Carnival of Light" em janeiro de 1967. A faixa atraiu interesse e desaprovação de fãs e críticos ao longo dos anos.
Lennon escreveu "Good Night" como uma canção de ninar para seu filho Julian, e queria que Starr a cantasse. As primeiras tomadas apresentavam apenas Lennon no violão e Starr cantando. Martin marcou um arranjo orquestral e coral que substituiu o violão na mixagem final, e também tocou a celesta.

### Singles
"Hey Jude" foi gravada no final de julho de 1968 durante as sessões do The Beatles, mas foi lançada separadamente como single quase três meses antes do lançamento do álbum. Este foi o primeiro lançamento pela Apple Records e, finalmente, o single de maior sucesso da banda nos EUA. O lado B, "Revolution", era uma versão diferente de "Revolution 1" do álbum. Lennon queria que a versão original de "Revolution" fosse lançada como single, mas os outros três Beatles objetaram que era muito lento. Em vez disso, o single apresentou uma versão nova e mais rápida, com guitarra fortemente distorcida e um solo de piano elétrico de Nicky Hopkins.
A convenção na indústria musical britânica na época era que singles e álbuns eram entidades distintas e não deveriam duplicar músicas. Mas embora nenhum single tenha sido tirado do The Beatles na Grã-Bretanha ou na América, "Ob-La-Di, Ob-La-Da" apoiado por "While My Guitar Gently Weeps" foi lançado em outros mercados. O single foi um sucesso comercial na Austrália (onde passou cinco semanas em primeiro lugar na parada Go-Set), Japão, Áustria e Suíça.

### Material não realizado
Algumas músicas nas quais os Beatles estavam trabalhando individualmente durante esse período foram revisitadas para inclusão em seus álbuns subsequentes, enquanto outras foram lançadas nos álbuns solo dos membros da banda. De acordo com o álbum pirata das demos feitas no Kinfauns, a última dessas duas categorias inclui "Look at Me" e "Child of Nature" de Lennon (eventualmente retrabalhado como "Jealous Guy"); "Junk" de McCartney; e "Not Guilty" e "Circles" de Harrison. Além disso, Harrison deu "Sour Milk Sea" para a cantora Jackie Lomax, cuja gravação, produzida por Harrison, foi lançada em agosto de 1968 como o single de estreia de Lomax pela Apple Records. "Mean Mr. Mustard" e "Polythene Pam" de Lennon foram usadas no medley em Abbey Road no ano seguinte.
A composição de Lennon "What's the New Mary Jane" foi demonstrada no Kinfauns e gravada formalmente (por Lennon, Harrison e Ono) durante as sessões do álbum de 1968. McCartney gravou demos de duas composições na Abbey Road - "Etcetera" e "The Long and Winding Road" - a última das quais os Beatles gravaram em 1969 em Let It Be. As versões dos Beatles de "Not Guilty" e "What's the New Mary Jane" e uma demo de "Junk" foram lançadas no Anthology 3.
"Revolution (Take 20)", uma gravação inédita, surgiu em 2009 em um bootleg. Este take de dez minutos foi posteriormente editada e sobreposta para criar duas faixas separadas: "Revolution 1" e a vanguardista "Revolution 9".

## Lançamento

### Arte da capa
The Beatles foi lançado em 22 de novembro de 1968 na Grã-Bretanha e três dias depois nos EUA. Foi o terceiro álbum a ser lançado pela Apple Records, seguindo Wonderwall Music de Harrison e Two Virgins de Lennon e Ono. O disco foi chamado de "Álbum Branco" imediatamente após o lançamento.
O artista conceitual Richard Hamilton projetou a capa do disco em colaboração com McCartney. O design de Hamilton contrastava fortemente com a arte elaborada e vívida da capa dos artistas pop Peter Blake e Jann Haworth para Sgt. Pepper's Lonely Hearts Club Band, e consistia em uma capa branca lisa. O nome da banda, em Helvetica, estava torto e cego, gravado um pouco abaixo do meio do lado direito do álbum. Os lançamentos posteriores de discos de vinil nos EUA mostravam o título em letras cinza impressas (em vez de em relevo). Cada cópia do disco apresentava um número de série exclusivo carimbado, "para criar", nas palavras de Hamilton, "a situação irônica de uma edição numerada de algo como cinco milhões de cópias". As quatro primeiras cópias numeradas foram dadas aos membros da banda, tornando o número 0000005 a primeira cópia vendida publicamente; em 2008, foi comprado por £19.201 no eBay. Em 2015, a cópia de Ringo Starr, número 0000001, foi vendida por um recorde mundial de US$790.000 em um leilão. Em uma entrevista no podcast Impossible Way of Life, foi revelado pela primeira vez pelos membros do Hotline TNT que o vencedor do leilão foi Jack White e que o álbum está atualmente guardado no cofre da sede da Third Man Records em Nashville, Tennessee.
A capa incluía um pôster contendo uma montagem de fotografias, com as letras das músicas no verso, e um conjunto de quatro retratos fotográficos tirados por John Kelly. As fotografias para o pôster foram montadas por Hamilton e McCartney, que as classificaram de várias maneiras ao longo de vários dias antes de chegar ao resultado final.
Durante a produção, o álbum teve o título provisório de A Doll's House. Isso foi alterado quando a banda inglesa de rock progressivo Family lançou o álbum com o mesmo título Music in a Doll's House no início daquele ano.

### Vendas
No Reino Unido, The Beatles estrearam no número um em 7 de dezembro de 1968 e passaram sete semanas no topo das paradas do Reino Unido (incluindo toda a temporada competitiva de Natal), até serem substituídos pelo Best of the Seekers dos Seekers em 25 de janeiro de 1969, caindo para o número 2. No entanto, o álbum voltou ao primeiro lugar na semana seguinte, passando uma oitava e última semana no número 1. O álbum ainda estava no topo das paradas quando o álbum seguinte dos Beatles, Yellow Submarine, foi lançado, que alcançou o número 3. No total, The Beatles passaram 22 semanas nas paradas do Reino Unido, muito menos do que as 149 semanas de Sgt. Pepper. Em setembro de 2013, depois que a British Phonographic Industry mudou suas regras de premiação de vendas, o álbum foi declarado como tendo alcançado platina, o que significa vendas de pelo menos 300.000 cópias.
Nos EUA, o álbum alcançou enorme sucesso comercial. A Capitol Records vendeu mais de 3,3 milhões de cópias de The Beatles para as lojas nos primeiros quatro dias do lançamento do álbum. Ele estreou no número 11 em 14 de dezembro de 1968, saltou para o número 2 e alcançou o número 1 em sua terceira semana em 28 de dezembro, passando um total de nove semanas no topo. No total, The Beatles passou 215 semanas na Billboard 200. O álbum vendeu mais de 12 milhões de cópias somente nos EUA e de acordo com a Recording Industry Association of America, The Beatles é o álbum mais certificado dos Beatles, com 24 vezes platina.

## Recepção crítica

### Críticas contemporâneas
No lançamento, The Beatles recebeu críticas altamente favoráveis da maioria dos críticos musicais. Outros lamentaram sua duração ou acharam que a música não tinha a qualidade aventureira que distinguiu Sgt. Pepper. De acordo com o autor Ian Inglis: "Sejam positivas ou negativas, todas as avaliações do The Beatles chamaram a atenção para seu estilo fragmentário. No entanto, enquanto alguns reclamaram da falta de um estilo coerente, outros reconheceram isso como a razão de ser do álbum."
No The Observer, Tony Palmer escreveu: "Se ainda houver alguma dúvida de que Lennon e McCartney são os maiores compositores desde Schubert", o álbum "certamente deve ver os últimos vestígios de esnobismo cultural e preconceito burguês varridos em um dilúvio de música alegre". Richard Goldstein do The New York Times considerou o álbum duplo como "um grande sucesso" e "muito mais imaginativo" do que Sgt. Pepper ou Magical Mystery Tour, devido à composição aprimorada da banda e à menor dependência dos truques de estúdio daqueles trabalhos anteriores. No The Sunday Times, Derek Jewell saudou-o como "a melhor coisa no pop desde Sgt. Pepper" e concluiu: "Musicalmente, há beleza, horror, surpresa, caos, ordem. E esse é o mundo; e é disso que os Beatles falam. Criados por, criando para, sua época." Embora tenha descartado "Revolution 9" como um exemplo "pretensioso" de "imaturidade idiota", Alan Smith da NME declarou "Deus os abençoe, Beatles!" para a maior parte do álbum. Jann Wenner da Rolling Stone chamou-o de "a história e a síntese da música ocidental", e o melhor álbum do grupo até agora. Wenner argumentou que eles foram autorizados a se apropriar de outros estilos e tradições no rock porque sua habilidade e identidade eram "tão fortes que eles o tornam exclusivamente deles, e exclusivamente dos Beatles. Eles são tão bons que não apenas expandem o idioma, mas também são capazes de penetrá-lo e levá-lo mais longe."
Entre as críticas menos favoráveis, o crítico da revista Time escreveu que The Beatles exibiu as "melhores habilidades e piores tendências" dos Beatles, pois é habilmente executado e sofisticado, mas carece de um "senso de gosto e propósito". William Mann do The Times opinou que, em sua dependência excessiva de pastiche e "piadas privadas", Lennon e McCartney deixaram de progredir como compositores, mas ele considerou o lançamento como "o evento musical mais importante do ano" e reconheceu: "essas 30 faixas contêm muito para ser estudado, apreciado e gradualmente apreciado mais plenamente nos próximos meses." Em sua crítica para o The New York Times, Nik Cohn considerou o álbum "chato além da conta" e disse que mais da metade de suas canções eram "profundas mediocridades". Em uma coluna de 1971, Robert Christgau do The Village Voice descreveu o álbum como "o mais consistente e provavelmente o pior", e se referiu às suas canções como um "pastiche de exercícios musicais". No entanto, ele o classificou como o décimo melhor álbum de 1968 em sua votação para a pesquisa anual de críticos da revista Jazz & Pop.

### Avaliações retrospectivas
| Críticas profissionais        | Críticas profissionais |
| Avaliações da crítica         | Avaliações da crítica  |
| Fonte                         | Avaliação              |
| ----------------------------- | ---------------------- |
| AllMusic                      | [ 145 ]                |
| The A.V. Club                 | A+                     |
| The Daily Telegraph           | [ 196 ]                |
| Encyclopedia of Popular Music | [ 197 ]                |
| MusicHound Rock               | 4/5                    |
| Pitchfork                     | 10/10                  |
| PopMatters                    | 9/10                   |
| Q                             | [ 201 ]                |
| The Rolling Stone Album Guide | [ 202 ]                |
| Slant Magazine                | [ 203 ]                |

Em uma avaliação do álbum de 2003, para a revista Mojo, Ian MacDonald escreveu que The Beatles aparecem regularmente entre os 10 primeiros nas listas dos "melhores álbuns de todos os tempos" dos críticos, mas foi um trabalho que ele considerou "excêntrico, altamente diverso e muito variável [em] qualidade". Rob Sheffield, escrevendo no The Rolling Stone Album Guide (2004), disse que suas músicas variavam das "melodias mais robustas dos Beatles desde Revolver" a "preenchimento autoindulgente". Ele ridicularizou faixas como "Revolution 9" e "Helter Skelter", mas disse que escolher destaques pessoais era "parte da diversão" para os ouvintes. Escrevendo para o MusicHound em 1999, o editor do Guitar World, Christopher Scapelliti, descreveu o álbum como "autoindulgente e às vezes inaudível", mas identificou "While My Guitar Gently Weeps", "Happiness Is a Warm Gun" e "Helter Skelter" como "destaques fascinantes" que o tornaram uma compra que valeu a pena.
De acordo com Eric Henderson da Slant Magazine, The Beatles é uma raridade entre as obras gravadas da banda, pois "resiste à canonização reflexiva, que, junto com a contínua fragmentação da sociedade, mantém o álbum fresco e surpreendente". Em sua análise para a AllMusic, Stephen Thomas Erlewine disse que, devido à sua grande variedade de estilos musicais, o álbum pode ser "um disco frustrantemente disperso ou uma experiência musical singularmente envolvente, dependendo da sua visão". Ele conclui: "Nada disso parece ter sido feito para compartilhar o espaço do álbum juntos, mas de alguma forma The Beatles criam seu próprio estilo e som através de sua bagunça".
Entre as críticas do álbum remasterizado de 2009, Neil McCormick do The Daily Telegraph descobriu que mesmo suas piores músicas funcionam dentro do contexto de uma coleção tão eclética e não convencional, que ele classificou como "um dos melhores álbuns já feitos". Escrevendo para Paste, Mark Kemp disse que The Beatles foram erroneamente descritos como "três obras solo em uma (mais uma música de Ringo)", dizendo que "se beneficia das ideias totalmente diferentes de cada membro" e oferece "dois dos melhores momentos de Harrison". Em sua crítica para o The A.V. Club, Chuck Klosterman escreveu que o álbum encontrou a banda no seu melhor e o classificou como "quase além de um A+". Em retrospecto, Christgau escreveu em 2020 que, embora ainda achasse o álbum "um tanto disperso", ele o considera digno de um "alto A menos". Ao contrário de muitas outras avaliações retrospectivas, John O'Reilly do The Guardian classificou o álbum com duas estrelas de cinco, afirmando: "Dentro desta bagunça de um álbum duplo está um álbum single OK choramingando para sair."
Em 2000, The Beatles foi eleito o número 5 na terceira edição do All Time Top 1000 Albums de Colin Larkin. Três anos depois, a Rolling Stone classificou-o no número 10 na lista da revista dos 500 Maiores Álbuns de Todos os Tempos, uma posição que manteve na lista revisada de 2012. No 40º aniversário do lançamento do álbum, o jornal do Vaticano L'Osservatore Romano escreveu que "continua sendo um tipo de antologia musical mágica: 30 músicas que você pode percorrer e ouvir à vontade, certo de encontrar algumas pérolas que ainda hoje permanecem inigualáveis". Em 2011, a Kerrang! colocou o álbum no número 49 em uma lista dos "50 Álbuns Mais Pesados de Todos os Tempos". A revista elogiou o trabalho de guitarra em "Helter Skelter". O álbum também foi incluído no livro 1001 Albums You Must Hear Before You Die. Em setembro de 2020, a Rolling Stone classificou The Beatles na posição 29 em sua nova lista dos "500 Maiores Álbuns de Todos os Tempos".
Giles Martin, filho de George Martin e supervisor do remix do 50º aniversário de 2018, declarou que, ao contrário da visão predominante dos Beatles, ele não acredita que ele foi gravado por uma banda prestes a implodir. Ele disse que chegou a essa conclusão depois de ouvir todas as demos e fitas de sessão em preparação para o remix.

## Respostas culturais
O lançamento coincidiu com a condenação pública do tratamento de Lennon a Cynthia e dos projetos conjuntos dele e de Ono, particularmente Two Virgins. As autoridades britânicas também demonstraram uma atitude menos tolerante em relação aos Beatles, quando os agentes do Esquadrão Antidrogas de Londres prenderam Lennon e Ono em outubro de 1968 por posse de maconha, uma acusação que ele alegou ser falsa.

### Interpretações líricas erradas
As letras do álbum passaram de vagas para abertas e propensas a interpretações errôneas da intenção do autor, como "Glass Onion" (por exemplo, "a walrus era Paul") e "Piggies" ("o que eles precisam é de uma boa surra"). No caso de "Back in the U.S.S.R.", as palavras foram interpretadas pelo evangelista cristão David Noebel como mais uma prova da conformidade dos Beatles em uma conspiração comunista para fazer lavagem cerebral na juventude americana. De acordo com MacDonald, a contracultura da década de 1960 analisou The Beatles acima e além de todos os lançamentos anteriores da banda. As letras de Lennon em "Revolution 1" foram mal interpretadas com mensagens que ele não pretendia. Na versão do álbum, ele aconselha aqueles que "falam sobre destruição" a "me deixarem de fora". Lennon então segue a palavra cantada "out" com a palavra falada "in". Na época do lançamento do álbum – que seguiu, cronologicamente, a versão single acelerada da música, "Revolution" – aquela única palavra "in" foi tomada pela esquerda política radical como o endosso de Lennon à violência motivada politicamente, que se seguiu aos distúrbios de Paris em maio de 1968. No entanto, a versão do álbum foi gravada primeiro.
Charles Manson ouviu o álbum pela primeira vez pouco depois de seu lançamento. Manson pode ter encontrado significados ocultos em músicas de álbuns anteriores dos Beatles, mas, de acordo com Vincent Bugliosi em The Beatles, Manson supostamente interpretou o significado profético em várias das músicas, incluindo "Blackbird", "Piggies" (particularmente a linha "what they need's a damn good whacking"), "Helter Skelter", "Revolution 1" e "Revolution 9", e interpretou a letra como um sinal de violência ou guerra iminente. Ele e outros membros e associados da família Manson ouviram repetidamente, e ele supostamente disse a eles que era uma mensagem apocalíptica prevendo uma revolta de raças oprimidas, traçando paralelos com o capítulo 9 do Livro do Apocalipse. Paul McCartney disse: "Charles Manson interpretou que Helter Skelter tinha algo a ver com os quatro cavaleiros do Apocalipse."

### Crítica da Nova Esquerda
Além da traição que sentiram pela postura não ativista de Lennon em "Revolution", os comentaristas da Nova Esquerda condenaram The Beatles por sua falha em oferecer uma agenda política. Os próprios Beatles foram acusados de usar ecletismo e pastiche como um meio de evitar questões importantes no turbulento clima político e social. Jon Landau, escrevendo para o Liberation News Service, argumentou que, particularmente em "Piggies" e "Rocky Raccoon", a banda adotou a paródia porque eles estavam "com medo de confrontar a realidade" e "as urgências do momento". Como Landau, muitos escritores da Nova Esquerda consideraram o álbum ultrapassado e irrelevante; em vez disso, eles anunciaram o lançamento simultâneo dos Rolling Stones, Beggars Banquet, como o que o biógrafo de Lennon, Jon Wiener, chama de "a 'solução forte', uma virada musical para fora, em direção às batalhas políticas e sociais do dia".

### Música popular e pós-modernismo
Os sociólogos Michael Katovich e Wesley Longhofer escrevem que o lançamento do álbum criou "uma apreciação coletiva dele como uma versão 'de última geração' dos sons atuais de pop, rock e folk-rock". A maioria dos historiadores categoriza The Beatles como pós-modernos, enfatizando as características estéticas e estilísticas do álbum; Inglis, por exemplo, lista bricolagem, fragmentação, pastiche, paródia, reflexividade, pluralidade, ironia, exagero, anti-representação e "meta-arte", e diz que "foi designado como o primeiro álbum pós-moderno da música popular". Autores como Fredric Jameson, Andrew Goodwin e Kenneth Womack situam todo o trabalho dos Beatles dentro de uma postura modernista, baseada em sua "artificialidade" ou em sua postura ideológica de progresso por meio do amor e da paz. Scapelliti cita The Beatles como a fonte do "niilismo de forma livre ecoado ... nos gêneros punk e música alternativa". Em sua introdução à lista da Rolling Stone das "100 melhores canções dos Beatles", Elvis Costello comenta sobre a influência penetrante da banda no século 21 e conclui: "O escopo e a licença do Álbum Branco permitiram que todos, do OutKast ao Radiohead, do Green Day a Joanna Newsom, estendessem sua imagem em uma tela mais ampla e ousada."
No início de 2013, a Recess Gallery no bairro SoHo de Nova Iorque apresentou We Buy White Albums, uma instalação do artista Rutherford Chang. A peça tinha a forma de uma loja de discos na qual nada além de prensagens originais do LP estava em exposição. Chang criou uma gravação na qual os sons de cem cópias do lado um do LP foram sobrepostos.

## Reedições
As versões em fita do álbum não apresentavam uma capa branca ou o sistema de numeração. Em vez disso, as versões em cassete e de 8 faixas (lançadas em duas fitas/cartuchos no início de 1969) continham capas com versões em preto e branco de alto contraste (sem cinza) das quatro fotografias de Kelly. Esses lançamentos de duas fitas estavam contidos em capas de papelão pretas externas com as palavras The Beatles e o contorno de uma maçã em impressão dourada. As músicas na versão em cassete de The Beatles são sequenciadas de forma diferente do álbum, a fim de equalizar os comprimentos dos lados da fita. Dois lançamentos de fita de rolo do álbum foram lançados, ambos usando a arte monocromática de Kelly. O primeiro, lançado pela Apple/EMI no início de 1969, empacotou o LP duplo inteiro em uma única fita, com as músicas na mesma ordem de execução dos LPs. O segundo lançamento, licenciado pela Ampex da EMI no início de 1970, depois que esta cessou a fabricação de fitas comerciais de rolo, foi lançado como dois volumes separados, e sequenciou as músicas da mesma maneira que na versão em cassete. A versão em rolo da Ampex dos Beatles se tornou desejável para os colecionadores, pois contém edições em oito faixas não disponíveis em nenhum outro lugar.
Durante 1978 e 1979, para o décimo aniversário do álbum, a EMI relançou o álbum prensado em vinil branco de edição limitada em vários países. Em 1981, o Mobile Fidelity Sound Lab (MFSL) lançou uma variação master única de meia velocidade do álbum usando o som da gravação master original. Os discos foram prensados em vinil virgem de alta qualidade.
O álbum foi relançado, junto com o resto do catálogo dos Beatles, em CD em 1987. Ao contrário de outros CDs dos Beatles nesta campanha de relançamento, os discos dos Beatles apresentavam rótulos pretos sobre brancos sólidos em vez dos então convencionais pretos sobre transparentes, e lançamentos que embalavam cada disco em uma caixa de joias separada (em vez de uma "fatbox" multidisco) ostentavam bandejas de mídia brancas em vez do típico cinza escuro. Como as prensagens originais em vinil, essas cópias em CD também apresentavam números carimbados individualmente na capa frontal do álbum (neste caso, na capa do livreto do primeiro disco). Foi relançado novamente em CD em 1998 como parte de uma série de 30º aniversário da EMI, apresentando uma replicação em escala reduzida da arte original, incluindo a capa gatefold de carregamento superior. Isso fazia parte de uma série de reedições da EMI que incluía álbuns de outros artistas, como Rolling Stones e Roxy Music. Foi relançado novamente em 2009 em uma nova edição remasterizada.
Uma edição remixada e expandida do álbum foi lançada em novembro de 2018 para comemorar seu 50º aniversário.

## Lista de faixas
Todas as faixas escritas por Lennon–McCartney, exceto onde indicado. Créditos do vocalista principal de acordo com o livro de Castleman e Podrazik de 1976, All Together Now.
| Lado um |                                         |           |         |  |
| N.º     | Título                                  | Solista   | Duração |  |
| 1.      | "Back in the U.S.S.R."                  | McCartney | 2:43    |  |
| 2.      | "Dear Prudence"                         | Lennon    | 3:56    |  |
| 3.      | "Glass Onion"                           | Lennon    | 2:18    |  |
| 4.      | "Ob-La-Di, Ob-La-Da"                    | McCartney | 3:08    |  |
| 5.      | "Wild Honey Pie"                        | McCartney | 0:52    |  |
| 6.      | "The Continuing Story of Bungalow Bill" | Lennon    | 3:14    |  |
| 7.      | "While My Guitar Gently Weeps"          | Harrison  | 4:45    |  |
| 8.      | "Happiness Is a Warm Gun"               | Lennon    | 2:47    |  |

| Lado dois |                                   |           |         |  |
| N.º       | Título                            | Solista   | Duração |  |
| 9.        | "Martha My Dear"                  | McCartney | 2:28    |  |
| 10.       | "I'm So Tired"                    | Lennon    | 2:03    |  |
| 11.       | "Blackbird"                       | McCartney | 2:18    |  |
| 12.       | "Piggies"                         | Harrison  | 2:04    |  |
| 13.       | "Rocky Raccoon"                   | McCartney | 3:33    |  |
| 14.       | "Don't Pass Me By"                | Starr     | 3:51    |  |
| 15.       | "Why Don't We Do It in the Road?" | McCartney | 1:41    |  |
| 16.       | "I Will"                          | McCartney | 1:46    |  |
| 17.       | "Julia"                           | Lennon    | 2:57    |  |

| Lado três |                                                             |                    |         |  |
| N.º       | Título                                                      | Solista(s)         | Duração |  |
| 18.       | "Birthday"                                                  | McCartney e Lennon | 2:42    |  |
| 19.       | "Yer Blues"                                                 | Lennon             | 4:01    |  |
| 20.       | "Mother Nature's Son"                                       | McCartney          | 2:48    |  |
| 21.       | "Everybody's Got Something to Hide Except Me and My Monkey" | Lennon             | 2:24    |  |
| 22.       | "Sexy Sadie"                                                | Lennon             | 3:15    |  |
| 23.       | "Helter Skelter"                                            | McCartney          | 4:30    |  |
| 24.       | "Long, Long, Long"                                          | Harrison           | 3:08    |  |

| Lado quatro    |                 |                                |         |  |
| N.º            | Título          | Solista(s)                     | Duração |  |
| 25.            | "Revolution 1"  | Lennon                         | 4:15    |  |
| 26.            | "Honey Pie"     | McCartney                      | 2:41    |  |
| 27.            | "Savoy Truffle" | Harrison                       | 2:54    |  |
| 28.            | "Cry Baby Cry"  | Lennon e McCartney             | 3:02    |  |
| 29.            | "Revolution 9"  | Lennon, Harrison, Martin e Ono | 8:22    |  |
| 30.            | "Good Night"    | Starr                          | 3:14    |  |
| Duração total: | Duração total:  | Duração total:                 | 93:33   |  |

## Créditos e pessoal

#### The Beatles
- John Lennon – vocais principais, de harmonia e de apoio;[256] guitarras acústicas, principais,[256] rítmicas,[257] e baixo,[258] piano,[30] órgão Hammond,[33] harmônio,[36] Mellotron; gaita,[36] boquilha de saxofone;[259] bateria extra (em "Back in the U.S.S.R.") e percussão variada (pandeiro, palmas e percussão vocal), fitas, loops de fita e efeitos sonoros (eletrônicos e caseiros)[260]
- Paul McCartney –  vocais principais, de harmonia e de apoio;[256] baixo, guitarras acústicas, principais e rítmicas; pianos acústicos e elétricos, órgão Hammond;[256] percussão variada (tímpanos,[62] pandeiro, chocalho de vaca, sino de aperto de mão, palmas, batidas de pé e percussão vocal);[261] bateria (em "Back in the U.S.S.R.", "Dear Prudence", "Wild Honey Pie" e "Martha My Dear");[262] flauta doce[37]
- George Harrison – vocal principal,[263] harmonia e vocais de apoio;[264] guitarras principais, rítmicas, acústicas e baixo;[264] órgão Hammond (em "While My Guitar Gently Weeps" e "Savoy Truffle");[34][265] bateria extra (em "Back in the U.S.S.R.") e percussão variada (pandeiro, palmas e percussão vocal) e efeitos sonoros[58]
- Ringo Starr – bateria e percussão variada (pandeiro, bongô, címbalos, maracá e percussão vocal);[256] piano e guizo (em "Don't Pass Me By");[124] vocais principais (em "Don't Pass Me By"[124] e "Good Night")[30] e vocais de apoio (em "The Continuing Story of Bungalow Bill")[43]

#### Músicos convidados
- Yoko Ono – vocais de apoio, vocais principais e palmas em "The Continuing Story of Bungalow Bill",[266] vocais de apoio em "Birthday",[267] discurso, fitas e efeitos sonoros em "Revolution 9"[268]
- Mal Evans – vocais de apoio e palmas em "Dear Prudence",[99] palmas em "Birthday",[38] trompete em "Helter Skelter"[90]
- Eric Clapton – guitarra solo em "While My Guitar Gently Weeps"[90]
- Jack Fallon – violino em "Don't Pass Me By"[124]
- Pattie Boyd – vocais de apoio em "Birthday"[267]
- Jackie Lomax – vocais de apoio e palmas em "Dear Prudence"[269]
- John McCartney – vocais de apoio e palmas em "Dear Prudence"[269]
- Maureen Cox – vocais de apoio em "The Continuing Story of Bungalow Bill"[266]

#### Músicos de sessão
- Ted Barker – trombone em "Martha My Dear"[270]
- Leon Calvert – trompete e fliscorne em "Martha My Dear"[270]
- Henry Datyner, Eric Bowie, Norman Lederman e Ronald Thomas – violino em "Glass Onion"[271]
- Bernard Miller, Dennis McConnell, Lou Soufier e Les Maddox – violino em "Martha My Dear"[270]
- Reginald Kilby – violoncelo em "Glass Onion"[271] e "Martha My Dear"[270]
- Eldon Fox – violoncelo em "Glass Onion"[271]
- Frederick Alexander – violoncelo em "Martha My Dear"[270]
- Harry Klein – saxofone em "Savoy Truffle"[272] e "Honey Pie"[273]
- Dennis Walton, Ronald Chamberlain, Jim Chest e Rex Morris – saxofone em "Honey Pie"[273]
- Raymond Newman e David Smith – clarinete em "Honey Pie"[273]
- Art Ellefson, Danny Moss e Derek Collins – sax tenor em "Savoy Truffle"[272]
- Ronnie Ross e Bernard George – sax barítono em "Savoy Truffle"[272]
- Alf Reece – tuba em "Martha My Dear"[270]
- The Mike Sammes Singers – vocais de apoio em "Good Night"[274]
- Stanley Reynolds e Ronnie Hughes – trompete em "Martha My Dear"[270]
- Chris Shepard – violino stumpf em "The Continuing Story of Bungalow Bill"[271]
- Tony Tunstall – trompa francesa em "Martha My Dear"[270]
- John Underwood e Keith Cummings – viola em "Glass Onion"[271]
- Leo Birnbaum e Henry Myerscough – viola em "Martha My Dear"[270]

#### Produção
- George Martin – produtor, produtor executivo;[65] cordas, metais, clarinete, arranjos orquestrais e regência; piano em "Rocky Raccoon"[275]
- Chris Thomas – produtor;[65] Mellotron em "The Continuing Story of Bungalow Bill",[266] cravo em "Piggies",[276] piano em "Long, Long, Long", arranjo de piano elétrico, órgão e saxofone em "Savoy Truffle"[131]
- Ken Scott – engenheiro e mixagem[50]
- Geoff Emerick – engenheiro,[277] discurso sobre "Revolution 9"[26]
- Barry Sheffield – engenheiro (Trident Studio)[278]

## Desempenho nas tabelas musicais

### Tabelas semanais
Lançamento original
| Tabela (1968–70)                       | Posição |
| -------------------------------------- | ------- |
| Australian Kent Music Report Chart     | 1       |
| Canadian RPM Albums Chart              | 1       |
| Finland (Suomen virallinen lista)      | 1       |
| French Albums Chart                    | 1       |
| Norwegian VG-lista Albums Chart        | 1       |
| Swedish Kvällstoppen Albums Chart      | 1       |
| Spanish Albums Chart                   | 1       |
| UK Albums Chart                        | 1       |
| US Billboard Top LPs                   | 1       |
| West German Media Control Albums Chart | 1       |